# برندولا
برندولا (به ایتالیایی: Brendola) یک کومونه در ایتالیا است که در استان ویچنزا واقع شده‌است.

## خصوصیات
برندولا ۳۴ کیلومترمربع مساحت و ۶٬۷۲۱ نفر جمعیت دارد.